# Leopold-Wenger-Institut
Das Leopold-Wenger-Institut für Rechtsgeschichte vereint seit 1956 die rechtshistorischen Lehrstühle der Ludwig-Maximilians-Universität München. Es ist in die beiden Abteilungen Antike Rechtsgeschichte und Papyrusforschung unter Leitung von Johannes Platschek sowie Bayerische und Deutsche Rechtsgeschichte, vertreten durch Hans-Georg Hermann und Susanne Lepsius, gegliedert (Stand: November 2018). Seinen Namen verdankt das Institut dem Rechtshistoriker Leopold Wenger, dessen bedeutende Bibliothek den Grundstock für die Ausstattung des Institutes bildete.